# 腹よじれAGOHAZUSHI連盟
腹よじれAGOHAZUSHI連盟（はら - あごはずしれんめい）はニッポン放送のラジオ番組。1989年10月から1990年3月まで放送。

## 概要
当時はダウンタウン、ウッチャンナンチャンら、お笑い第三世代のタレントが台頭して来た時期で、ダウンタウン、ウンナンに続く第三世代のお笑い芸人を輩出するため、注目株の芸人たちが20時台の『大笑い腹よじれクラブ』に日替わりでレギュラー出演した。
パーソナリティは放送作家の大倉利晴（月曜 - 木曜）、B21スペシャル（金曜）が務めた。
19:00、または19:10から19:30まではNRN系列の民放ラジオ局 全国34局ネットで放送（時差ネットあり）。20:00までは7局で『大笑い腹よじれクラブ』を含む21:00まではニッポン放送と西日本放送の2局で放送、21:00 - 22:00はニッポン放送のみで放送。

## パーソナリティ
- 月曜 - 木曜：大倉利晴、高橋尚代（ニッポン放送アナウンサー(当時)）
- 金曜：B21スペシャル、筒井由美子、広石恵子、増山さやか（ニッポン放送アナウンサー）

### 『大笑い腹よじれクラブ』レギュラー
- 月曜日：爆笑問題、森脇健児、山田雅人[注 1]
- 火曜日：浅草キッド、シャインズ（伊藤洋介、杉村太郎）
- 水曜日：松村邦洋、広川ひかる
- 木曜日：ビシバシステム、松本きょうじ（劇団「ランプティ・パンプティ」所属(当時)の俳優）

## タイムテーブル

### 19時台
- 19:00 - 今日の一声
- 19:10 - NISSAN FAX NETWORK みんなのニュース
身近に起きた出来事、自分だけが知っていることをリスナーからFAXで募集した。
- 19:30 - これからの人々
『これから出てくる、今後が楽しみな人』をゲストに迎えてトークするコーナー。

ここまでのネット局
| - STVラジオ◎ - 青森放送 - 秋田放送 - 岩手放送○ - 山形放送▲ - 東北放送 - ラジオ福島 - 茨城放送 - 栃木放送 - 新潟放送 - 信越放送○◎ - 山梨放送 | - 北日本放送 - 北陸放送▲ - 福井放送▲ - 静岡放送○ - 東海ラジオ○ - KBS京都○ - 和歌山放送◎ - 毎日放送 - 山陽放送▲ - 山陰放送○◎ - 中国放送◎ - 山口放送▲ | - 四国放送 - 南海放送 - 高知放送 - 九州朝日放送○◎ - 大分放送◎ - 長崎放送○ - 熊本放送 - 宮崎放送 - 南日本放送 - ラジオ沖縄 |

放送時間の凡例
- ○ - 19:00から19:30（「今日の一声」「みんなのニュース」）
- ◎ - 19:10から20:00（「みんなのニュース」「これからの人々」）
- ○◎ - 19:00から20:00（「今日の一声」「みんなのニュース」「これからの人々」）
- ▲ - 19:20から19:40まで「みんなのニュース」のみを時差ネット放送
- 無印 - 19:10から19:30（「みんなのニュース」のみ）

### 20時台
- 大笑い腹よじれクラブ
東海ラジオはタイトルとスポンサーが同じ別内容のコーナーを、ABCラジオは腹よじれクイズ[注 2]のコーナータイトルで放送（企画ネット）。
  - 貴重な体験（月曜日）
  - ターゲット ギャグ（月曜日、既に質問がギャグになっているリスナーからのはがきに爆笑問題、森脇、山田がギャグで返すコーナー）
  - それがどうした（月曜日、東京vs大阪のバトルトーク）
  - 僕は見たんだ（火曜日）
  - お笑いコピー天国（水曜日）
  - これが当たれば億万長者（木曜日、特許のアイディアを考えるコーナー）
  - みんな事情通（木曜日）
  - ヨーデルのプロ（金曜日）
  - 噂のラッパーたち（金曜日）

（21:00までは西日本放送へネット）

### 21時台
月曜日 - 木曜日
- 21:00 - やったぜ 一獲千万 クイズ知ってます

高橋が問題を読み、大倉が答える。リスナーは「ですね」「ダウト」で、その答えが正しいか間違っているかを答える。最高賞金は10万円。
- 21:10 - フリートーク
- 21:20 - 大笑い海岸
- 21:30 - ビーバーヤング 光のスターライトキッス（月曜 - 金曜）
- 21:40 - ここに幸あれ

金曜日
- 21:00 - B21時スペシャル
- 21:40 - 愛のウィークエンド